# Hilo
Pour les articles homonymes, voir Hilo (homonymie).
Hilo est une ville côtière de l’État d'Hawaï, aux États-Unis. La ville, avec 43 263 habitants lors du recensement de 2010, est la communauté la plus peuplée de l’île Hawaï. Hilo est le siège du comté d'Hawaï, qui couvre la totalité de l’île. Elle est située sur la baie de Hilo.

## Géographie

### Situation
Hilo est située au pied de deux montagnes volcaniques : Mauna Loa, un volcan actif, sur les flancs duquel une partie de l'agglomération s'est développée, et Mauna Kea, un volcan endormi. Le centre de Hilo se trouve à une soixantaine de kilomètres de la zone où une dizaine d’observatoires astronomiques sont situés.

### Démographie
| Groupe            | Hilo | Hawaï | États-Unis |
| ----------------- | ---- | ----- | ---------- |
| Asiatiques        | 34,3 | 38,6  | 4,8        |
| Métis             | 32,5 | 23,6  | 2,9        |
| Blancs            | 17,6 | 24,7  | 72,4       |
| Océaniens         | 14,2 | 10,0  | 0,2        |
| Autres            | 0,6  | 1,3   | 6,2        |
| Afro-Américains   | 0,5  | 1,6   | 12,6       |
| Amérindiens       | 0,3  | 0,3   | 0,9        |
| Total             | 100  | 100   | 100        |
|                   |      |       |            |
| Latino-Américains | 10,4 | 8,9   | 16,7       |

Selon l'American Community Survey pour la période 2011-2015, 86,07 % de la population âgée de plus de cinq ans déclare parler l'anglais à la maison, 5,88 % une langue polynésienne (principalement hawaïen), 3,67 % le japonais, 1,31 % le tagalog, 0,61 % une langue chinoise, 0,55 % l'espagnol et 1,90 % une autre langue.
| 1910  | 1920   | 1930   | 1940   | 1950   | 1960   |
| ----- | ------ | ------ | ------ | ------ | ------ |
| 6 745 | 10 431 | 19 468 | 23 353 | 27 198 | 25 966 |

| 1970   | 1980   | 1990   | 2000   | 2010   | - |
| ------ | ------ | ------ | ------ | ------ | - |
| 26 353 | 35 269 | 37 808 | 40 759 | 43 263 | - |

### Climat
| Mois                                  | jan.    | fév.    | mars    | avril   | mai     | juin    | jui.    | août    | sep.    | oct.    | nov.    | déc.    | année           |
| ------------------------------------- | ------- | ------- | ------- | ------- | ------- | ------- | ------- | ------- | ------- | ------- | ------- | ------- | --------------- |
| Température minimale moyenne (°C)     | 17,8    | 17,8    | 18,4    | 18,9    | 19,6    | 20,4    | 21,1    | 21,3    | 21      | 20,6    | 19,8    | 18,7    | 19,6            |
| Température moyenne (°C)              | 21,9    | 21,8    | 22,2    | 22,5    | 23,3    | 24      | 24,6    | 24,8    | 24,7    | 24,3    | 23,3    | 22,3    | 23,3            |
| Température maximale moyenne (°C)     | 25,9    | 25,8    | 25,8    | 26,1    | 27,1    | 27,7    | 28,2    | 28,3    | 28,5    | 28      | 26,8    | 26      | 27              |
| Record de froid (°C) date du record   | 12 1995 | 12 1962 | 12 1983 | 14 2013 | 15 1992 | 16 1956 | 17 1970 | 17 1955 | 16 1970 | 17 1999 | 14 1985 | 13 1977 | 12 1962         |
| Record de chaleur (°C) date du record | 33 1997 | 33 1968 | 34 1972 | 32 2017 | 34 1966 | 32 1969 | 33 2020 | 33 1950 | 34 2015 | 33 1979 | 34 2013 | 34 1980 | 34 1966 et 2013 |
| Ensoleillement (h)                    | 161     | 152     | 152,7   | 135,9   | 155     | 176,9   | 167,2   | 174,9   | 161,5   | 136,3   | 115     | 129     | 1 817,4         |
| Précipitations (mm)                   | 199,6   | 259,6   | 322,1   | 238,8   | 177,5   | 185,4   | 234,7   | 287     | 221     | 260,1   | 365,5   | 306,6   | 3 057,9         |
| Nombre de jours avec précipitations   | 15,7    | 16,5    | 21,8    | 24,5    | 22,9    | 25,4    | 26,6    | 27,2    | 23,3    | 23,4    | 23,3    | 22,3    | 272,9           |
| Humidité relative (%)                 | 76,6    | 76      | 78,1    | 80,2    | 78,9    | 77,4    | 79,5    | 79,5    | 79,2    | 80      | 80,3    | 78,7    | 78,7            |

| Diagramme climatique                                  |               |               |               |               |               |               |             |           |             |               |             |
| J                                                     | F             | M             | A             | M             | J             | J             | A           | S         | O           | N             | D           |
| 25,917,8199,6                                         | 25,817,8259,6 | 25,818,4322,1 | 26,118,9238,8 | 27,119,6177,5 | 27,720,4185,4 | 28,221,1234,7 | 28,321,3287 | 28,521221 | 2820,6260,1 | 26,819,8365,5 | 2618,7306,6 |
| Moyennes : • Temp. maxi et mini °C • Précipitation mm |               |               |               |               |               |               |             |           |             |               |             |

## Tsunamis
Autoproclamée ville ayant le plus grand nombre de tsunamis au monde, Hilo abrite le musée des Tsunamis. Le 23 mai 1960, un tsunami causé par un tremblement de terre survenu au large du Chili a coûté la vie à 61 personnes.

## Transports
Hilo est desservie par l'aéroport international d'Hilo.

## Personnalités liées à la ville
- Theon Weber
- B.J. Penn
- Timothy Henry Hoʻolulu Pitman

## Galerie photographique

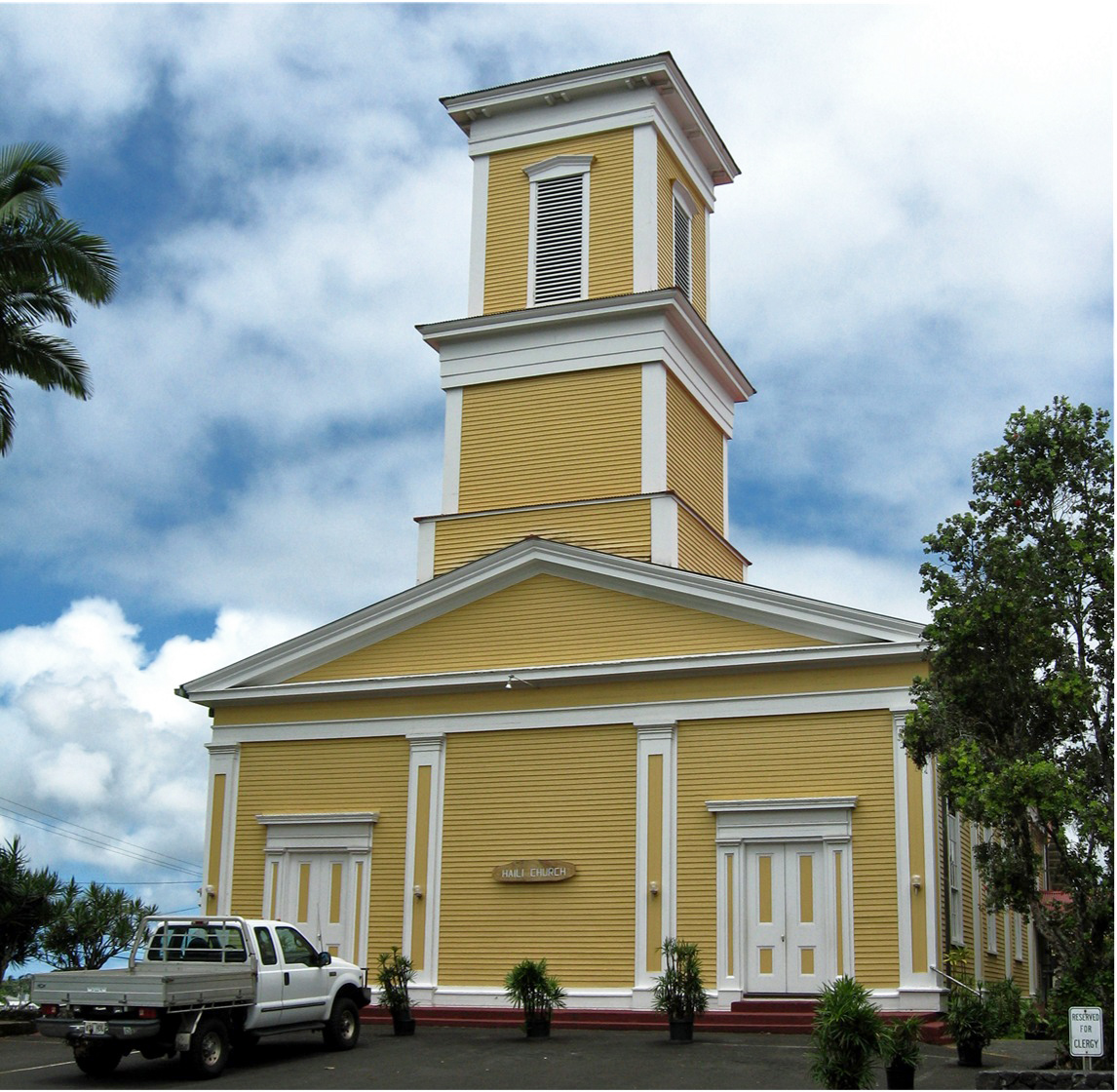
Église Haʻili à Hilo.
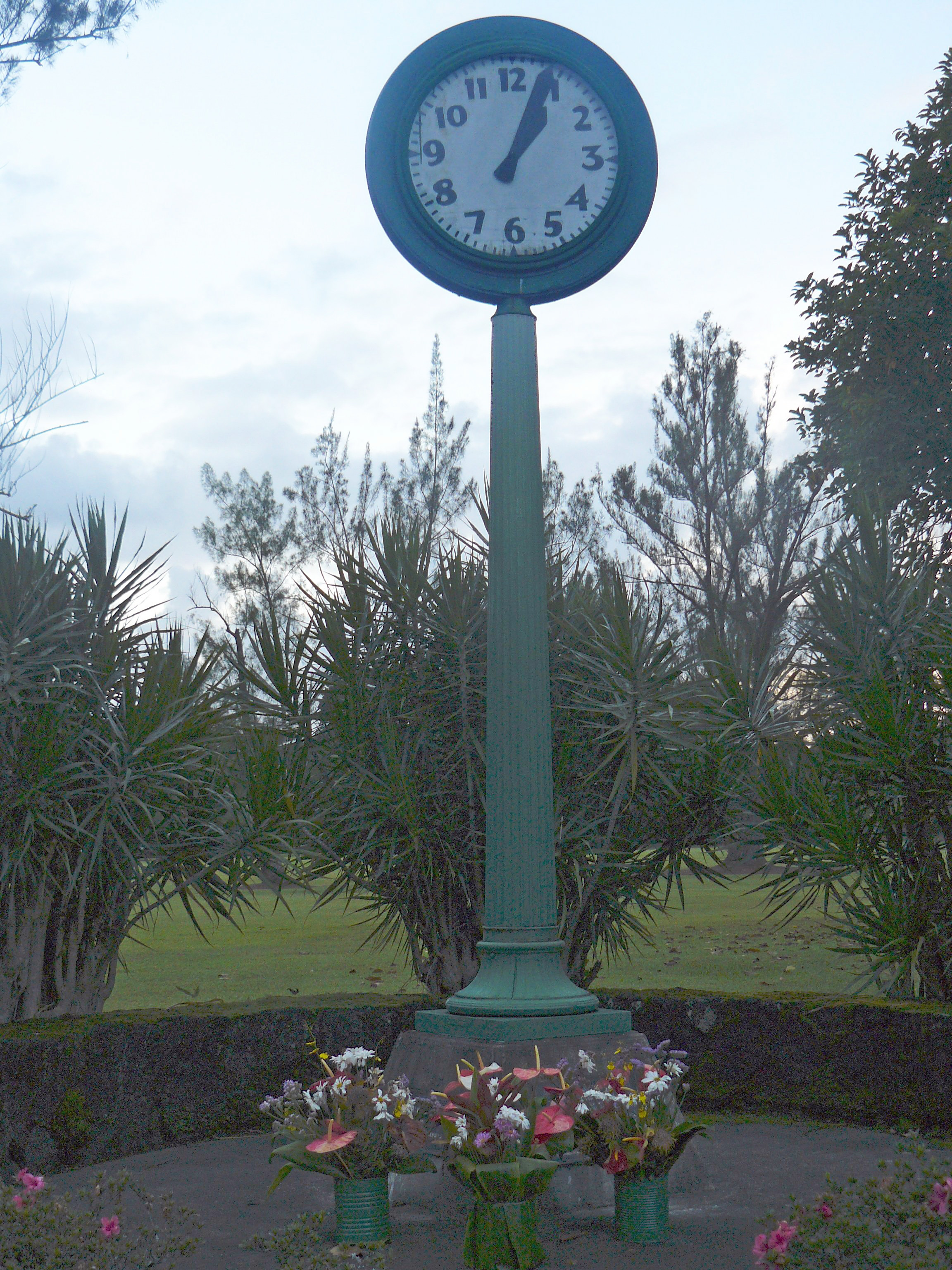
Horloge à l’heure du tsunami du 23 mai 1960, devenue monument du souvenir.
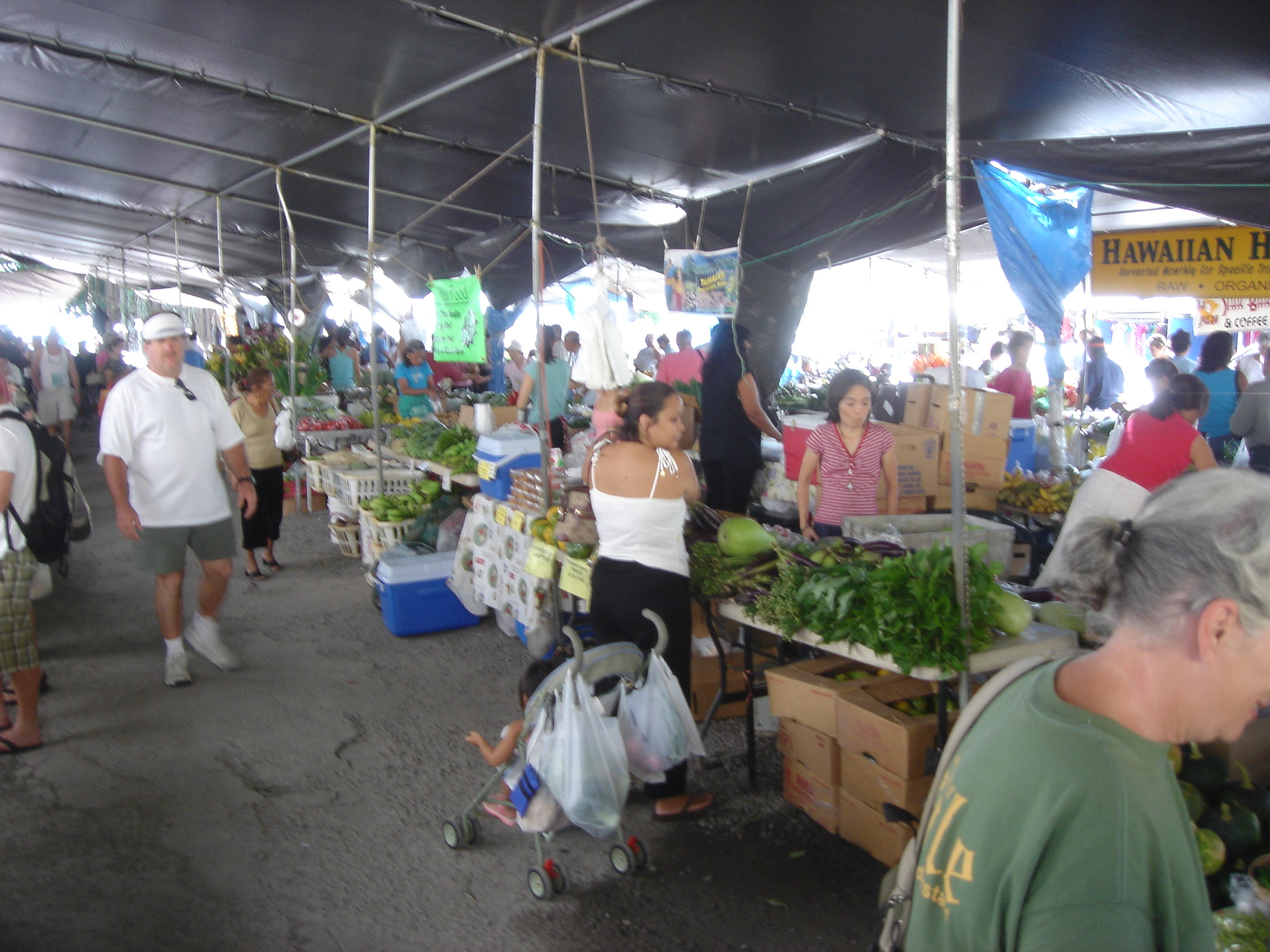
Le marché de Hilo.
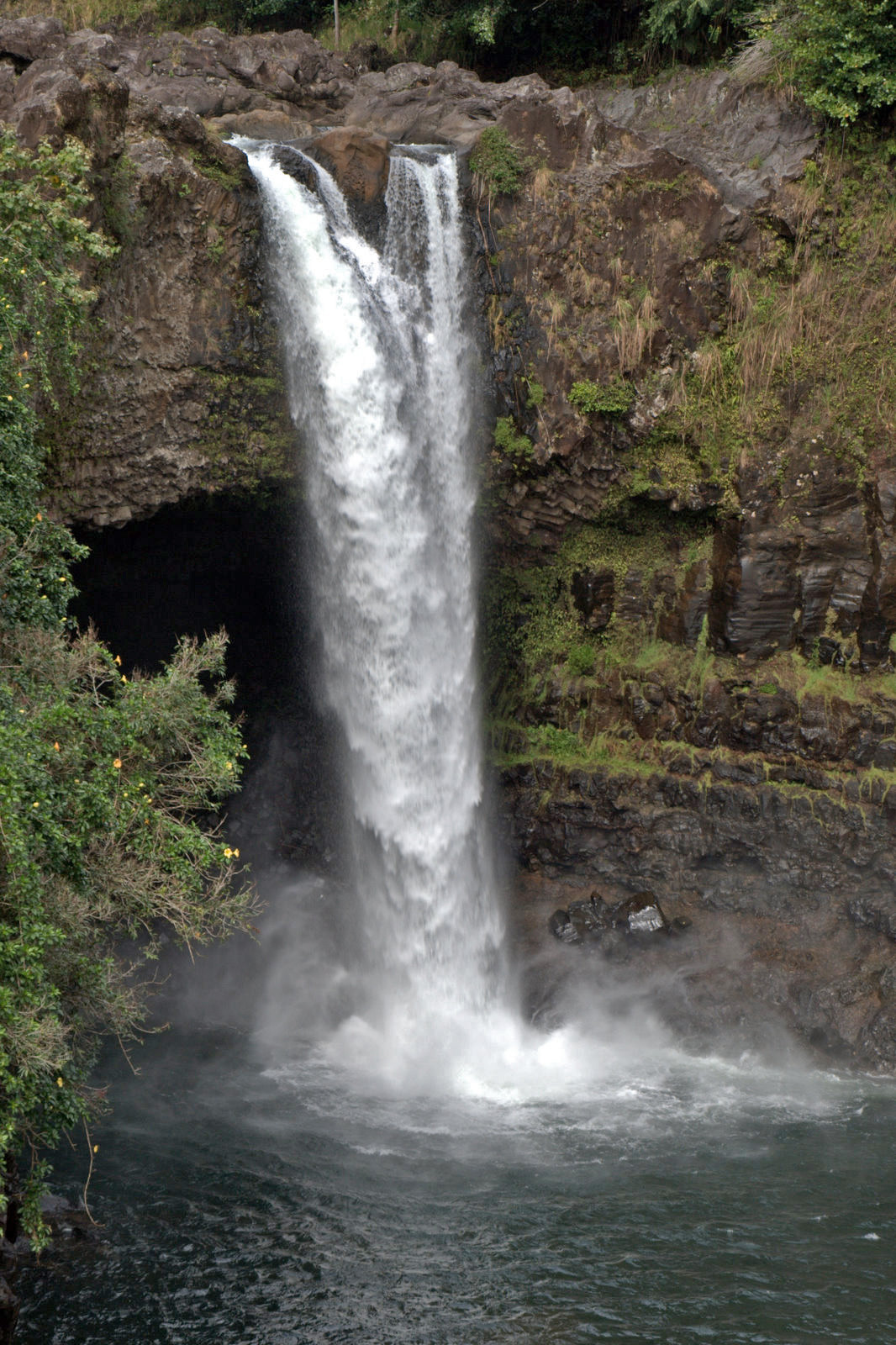
Rainbow Falls.